# Vinutí Ayrton–Perry

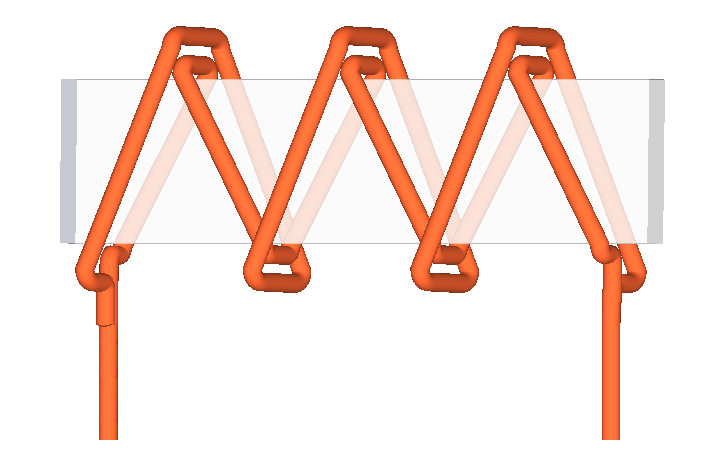
vinutí Ayrton-Perry

Vinutí Ayrton–Perry (pojmenované podle Williama Edwarda Ayrtona a Johna Perryho) je typem bifilárního vinutí pro výrobu elektronických součástek tvořených drátem navinutým na isolačním tělísku. Jeho výhodou je, že výsledná cívka drátu dosahuje nízkých hodnot parazitní indukčnosti a parazitní kapacity. Vinutí odporového drátu Ayrton-Perry se používají k výrobě drátových rezistorů používaných při vysokých frekvencích, kde jsou induktivní a kapacitní vlastnosti nežádoucí. 
Vinutí je tvořeno dvěma samostatnými dráty navinutými v opačných směrech podél izolačního tělíska a na koncích paralelně spojenými. Protože pro každý směr je stejný počet závitů drátu, magnetická pole obou vodičů se navzájem ruší, takže cívka má malou indukčnost; a protože sousední závity obou vodičů mají přibližně stejné potenciál (napětí mezi nimi je velmi malé), mezi závity je též malá parazitní kapacita. 
Nevýhodu představuje fakt, že dva stejně dlouhé odporové dráty jsou spojeny paralelně, tedy je pro vytvoření daného odporu zapotřebí čtyřnásobek délky drátu (dvojnásobek délky pro každou cívku), ve srovnání s tím, kdy se použije jediná cívka.